# Søllerød Gold Diggers 2013
Questa voce raccoglie le informazioni riguardanti i Søllerød Gold Diggers nelle competizioni ufficiali della stagione 2013.

## Nationalligaen 2013

### Stagione regolare
| Nærum 20 aprile 2013, ore 14:00 2ª giornata | Søllerød Gold Diggers | 48 – 0 referto | Horsens Stallions | Rundforbi Stadion |

| Esbjerg 4 maggio 2013, ore 14:00 4ª giornata | Esbjerg Hurricanes | 0 – 78 referto | Søllerød Gold Diggers | Skibhøj Idrætsanlæg |

| Gentofte 12 maggio 2013, ore 14:00 5ª giornata | Copenhagen Towers | 41 – 16 referto | Søllerød Gold Diggers | Gentofte Sportspark |

| Nærum 1º giugno 2013, ore 14:00 8ª giornata | Søllerød Gold Diggers | 68 – 0 referto | AaB 89ers | Rundforbi Stadion |

| Nærum 8 giugno 2013, ore 14:00 9ª giornata | Søllerød Gold Diggers | 72 – 0 referto | Esbjerg Hurricanes | Rundforbi Stadion |

| Horsens 23 giugno 2013, ore 14:00 11ª giornata | Horsens Stallions | 0 – 54 referto | Søllerød Gold Diggers | Dagnæs Stadion |

| Vejle 29 giugno 2013, ore 19:00 12ª giornata | Triangle Razorbacks | 28 – 32 referto | Søllerød Gold Diggers | Vejle Atletikstadion |

| Nærum 18 agosto 2013, ore 14:00 14ª giornata | Søllerød Gold Diggers | 54 – 20 referto | Herlev Rebels | Rundforbi Stadion |

| Nærum 25 agosto 2013, ore 14:00 15ª giornata | Søllerød Gold Diggers | 10 – 28 referto | Copenhagen Towers | Rundforbi Stadion |

| Aalborg 14 settembre 2013, ore 14:00 16ª giornata | AaB 89ers | 12 – 37 referto | Søllerød Gold Diggers | Aab´s anlæg |

### Playoff
| Nærum 21 settembre 2013, ore 14:00 Wild Card | Søllerød Gold Diggers | 34 – 21 referto | Amager Demons | Rundforbi Stadion |

| Vejle 29 settembre 2013, ore 14:00 Semifinale | Triangle Razorbacks | 39 – 20 referto | Søllerød Gold Diggers | Vejle Atletikstadion |

## European Football League 2013

### Stagione regolare
| Nærum 13 aprile 2013, ore 15:00 CEST 2ª giornata | Søllerød Gold Diggers | 44 – 49 (14-7 9-21 14-7 7-14) referto | Helsinki Roosters | Rundforbi Stadion |

| Espoo 27 aprile 2013, ore 18:00 CEST 3ª giornata | Helsinki Wolverines | 28 – 40 (0-0 21-10 0-13 7-17) referto | Søllerød Gold Diggers | Laaksolahden Urheilupuisto |

### Playoff
| Vienna 26 maggio 2013, ore 15:00 CEST Quarti di finale | Vienna Vikings | 62 – 3 (7-0 20-0 28-3 7-0) referto | Søllerød Gold Diggers | Hohe Warte Stadion (2120 spett.) |

### Statistiche di squadra
| Competizione      | %Vittorie | In casa | In casa | In casa | In casa | In casa | In casa | In trasferta | In trasferta | In trasferta | In trasferta | In trasferta | In trasferta | Totale | Totale | Totale | Totale | Totale | Totale |
| Competizione      | %Vittorie | G       | V       | N       | P       | Pf      | Ps      | G            | V            | N            | P            | Pf           | Ps           | G      | V      | N      | P      | Pf     | Ps     |
| ----------------- | --------- | ------- | ------- | ------- | ------- | ------- | ------- | ------------ | ------------ | ------------ | ------------ | ------------ | ------------ | ------ | ------ | ------ | ------ | ------ | ------ |
| Stagione regolare | .800      | 5       | 4       | 0       | 1       | 262     | 48      | 5            | 4            | 0            | 1            | 207          | 81           | 10     | 8      | 0      | 2      | 469    | 129    |
| Playoff           | .500      | 1       | 1       | 0       | 0       | 34      | 21      | 1            | 0            | 0            | 1            | 20           | 39           | 2      | 1      | 0      | 1      | 54     | 60     |
| Stagione regolare | .500      | 1       | 0       | 0       | 1       | 44      | 49      | 1            | 1            | 0            | 0            | 40           | 28           | 2      | 1      | 0      | 1      | 84     | 77     |
| Playoff           | .000      | 0       | 0       | 0       | 0       | 0       | 0       | 1            | 0            | 0            | 1            | 3            | 62           | 1      | 0      | 0      | 1      | 3      | 62     |
| Totale            | .667      | 7       | 5       | 0       | 2       | 340     | 118     | 8            | 5            | 0            | 3            | 270          | 210          | 15     | 10     | 0      | 5      | 610    | 328    |